# Wojciech Jakubowski (1712–1784)
Wojciech Jakubowski herbu własnego, krypt.: W. I. B. F.; W. I. B. W. F.; W. J. B. F.; W. J. B. W. F., (ur. 1712 w Krakowskiem, zm. 3 grudnia 1784 w Warszawie) – polski wojskowy, baron, generał i marszałek polny wojsk francuskich, dyplomata francuski, poeta, tłumacz i arystokrata.

## Życiorys
Urodził się w Krakowskiem, jako syn Franciszka, żydowskiego neofity, podstolego owruckiego(?), i Heleny z Rupniewskich. Pierwsze nauki pobierał w kolegium jezuickim we Lwowie. W roku 1732, dzięki protekcji rodu Tarłów wyjechał do Francji, gdzie dwa lata później (1734) zaciągnął się do armii francuskiej (pułk Royal-Pologne). Następnie walczył w wojnie o sukcesję polską, kończąc kampanię roku 1738 w stopniu kapitana (á la suite). Był dość częstym gościem w Lunéville, zyskując przyjaźń i zaufanie m.in. Marii Leszczyńskiej, J. A. Jabłonowskiego i S. Konarskiego. Protekcja Leszczyńskiej otworzyła mu wstęp na francuski dwór królewski (Wersal). W latach 1741–1748 aktywnie uczestniczył w wojnie o sukcesję austriacką (pułk Royal-Allemand). W uznaniu zasług, awansował na stopień podpułkownika (3 maja 1747), a dwa lata później (10 czerwca 1749) dosłużył się rangi pułkownika. Kilka lat później (29 stycznia 1754) został nagrodzony orderem św. Ludwika (fr. Ordre royal et militaire de Saint-Louis), a wkrótce przeszedł do pracy w dyplomacji i słynnym, francuskim Secret du Roi (Sekret Króla), pozostając jednak formalnie w czynnej służbie wojskowej. Kilka miesięcy później (1754) trafił do Drezna w podwójnej roli: agenta dyplomatycznego przy pośle francuskim i tajnego korespondenta Sekretu. W roku 1755 przyjechał do Białegostoku, będąc pośrednikiem w tajnych układach pomiędzy Wersalem a partią profrancuską. W grudniu 1765 r. uzyskał z rąk Stanisława Augusta tajną nobilitację i herb Kopacz odm. W roku 1780 został awansowany do stopnia marszałka polnego wojsk francuskich.

## Twórczość

### Ważniejsze utwory
- Celsissimo Josepho Prussio Jabłonowski S. R. I. Principi, ad excellens eius genealogiarum opus, etc. alia amicum praesagium (wiersz), wyd. J. A. Jabłonowski w: Tabulae Jablonovianae... (cz. 1), Amsterdam 1743(-1748); przedr. tamże: cz. 2, Norymberga(-Warszawa) 1748(-1754)
- „Żal przyjacielski, nagrobek Stanisławowi Konarskiemu”, Zabawy Przyjemne i Pożyteczne 1773, t. 8, cz. 2 i odb.; wyd. następne: „Na śmierć Stanisława Konarskiego żal przyjacielski”, w: S. Konarski: Wiersze wszystkie z łacińskich na polskie przełożone, Warszawa 1778
- Życie Stanisława Konarskiego S. P. krótko zebrane w: S. Konarski: Wiersze wszystkie z łacińskich na polskie przełożone, Warszawa 1778
- W dzień imienin J. O. Książęcia...Czartoryskiego, generała ziem podolskich... Oda, brak miejsca i roku wydania
- Wiersze różne z dodaniem wierszy innych autorów; zbiór rękopiśmienny wierszy niepublikowanych, poprawiony przez autora; w Bibliotece Narodowej (BOZ), sygn. 1413, (tu także wiersze do Jakubowskiego).

Prace Jakubowskiego znajdują się także w rękopisach: Biblioteka Narodowa (Zbiór Morsztynów, sygn. 88); Biblioteka PAN Kraków, sygn. 615; Biblioteka Akademii Nauk USRR we Lwowie (Zbiory Baworowskich, sygn. 778/I).
Utwory swe zamieszczał ponadto w Zabawach Przyjemnych i Pożytecznych (1771–1777; tu: Wiersz z okazji okropnego przypadku, dnia 3.9.br. spraktykowanego, 1771, t. 4, cz. 2, s. 339-341; Żal przyjacielski nad stratą ks. Piotra Śliwickiego, wizytatora Księży Misjonarzów, 1774, t. 10, cz. 1, s. 253-256; Odpowiedź... na wiersz A. Naruszewicza, 1774, t. 10, cz. 1, s. 106-107; (inc.:) W drodze raz będąc, puszczam myślom lece(!)..., 1776, t. 13, cz. 2, s. 258-260; O cnocie, 1776, t. 13, cz. 2, s. 319-322; O dobroczynności, 1776, t. 13, cz. 2, s. 322-325; O przymiotach wymowy dla płci obojej, 1777, t. 15, cz. 1, s. 60-68).
Kilka jego wierszy ogłosił S. Tomkiewicz: Z wieku Stanisława Augusta, t. 2, Kraków 1882 (z nieistniejącego obecnie rękopisu Biblioteki Narodowej Litteraria), i L. Bernacki: „Materiały do życiorysu i twórczości Ignacego Krasickiego”, Pamiętnik Literacki, rocznik 31 (1934), s. 145. Dość żartobliwą korespondencję Krasickiego i Jakubowskiego (list Krasickiego i respons Jakubowskiego) z roku 1781 ogłosił M. Klimowicz: „Nieznane wiersze Ignacego Krasickiego”, Pamiętnik Literacki, rocznik 44 (1953), zeszyt 2, s. 585-586.

### Przekłady dzieł
- J.P. Boudier de Villermet: Przyjaciel białych głów, Warszawa 1760
- K. A. Bel: J. O. X. Imci Józefowi Aleksandrowi Jabłonowskiemu, brak miejsca wydania (1760); wyd. następne: Warszawa 1761
- S. Konarski: Oda o mądrym królu, brak miejsca wydania (1764); przedr. w: Wiersze wszystkie z łacińskich na polskie przełożone, Warszawa 1778
- Q. F. Horatius: (pieśń) w: Pieśni wszystkie Horacjusza przekładania różnych, t. 2, księga 3, Warszawa 1773
- J. de La Fontaine: Bajki Ezopa wybrane, wierszem francuskim... ułożone... polskim językiem z przydatkami wydane, Warszawa 1774; jedną z bajek przedrukował Monitor 1782, nr 68
- S. Konarski: Pieśń V. Do W. Rzewuskiego... O niezwyciężonym przeciwnościami sercu Augusta III, w: Wiersze wszystkie z łacińskich na polskie przełożone, Warszawa 1778

### Prace edytorskie
- S. Konarski: Wiersze wszystkie z łacińskich na polskie przełożone, Warszawa 1778, (jako współwydawca).

### Listy
- Korespondencja ze Stanisławem Leszczyńskim i Marią Leszczyńską, rękopisy, (informacja: G. Korbut)
- Korespondencja francuska z ks. de Broglie, opatem de Brenis, min. Choiseulem i innymi; rękopisy: Arch. du Ministère des Affaires Étrangères, Paryż, dział: Pologne, Correspondance
- Do Hoguera Granda, bankiera holenderskiego, 7 listów; do A. Lanckorońskiego 1 list, rękopisy: Biblioteka Polska w Paryżu
- „Listy... do J. K. Branickiego w. h. k. z l. 1758-1771. Przypisami objaśnił i dodatkami uzupełnił J. Bartoszewicz”, Warszawa 1882, Biblioteka Ordynacji hr. Krasińskich, Muzeum K. Świdzińskiego, nr 7, (tu także listy do A. Betańskiego)
- Do J. A. Jabłonowskiego z lat 1762–1764, rękopisy: Biblioteka Czartoryskich, sygn. 1136, 1153
- Do A. Mokronowskiego z 22 lipca 1770, rękopis: Biblioteka Kórnicka
- Do A. Małachowskiego, rękopis: Ossolineum, sygn. 11825/II; do nieznanego z nazwiska adresata z 15 stycznia 1772, rękopis: Ossolineum, sygn. 5427/III; Ekscerpt z listu od ministra francuskiego É. F. de Choiseul, rękopis: Ossolineum, sygn. 566/II.